# Sebastião Pereira do Nascimento
Sebastião Pereira do Nascimento Didí (24 de febrero de 1976) es un exfutbolista brasileño. 
Vistió las camisetas de diversos equipos, entre los que se encuentra Corinthians Paulista, União São João Esporte Clube, Busan I'Park, Comercial Futebol Clube (Ribeirão Preto), Jaguares de Chiapas, Tigres de la UANL, San Luis Fútbol Club,  Petroleros de Salamanca y Tampico Madero Fútbol Club.